# Ford Maverick (pick-up)
De Ford Maverick is een pick-up die sinds eind 2021 door Ford aangeboden wordt op de Amerikaanse markt. Het is de kleinste pick-up die door het bedrijf verkocht wordt.

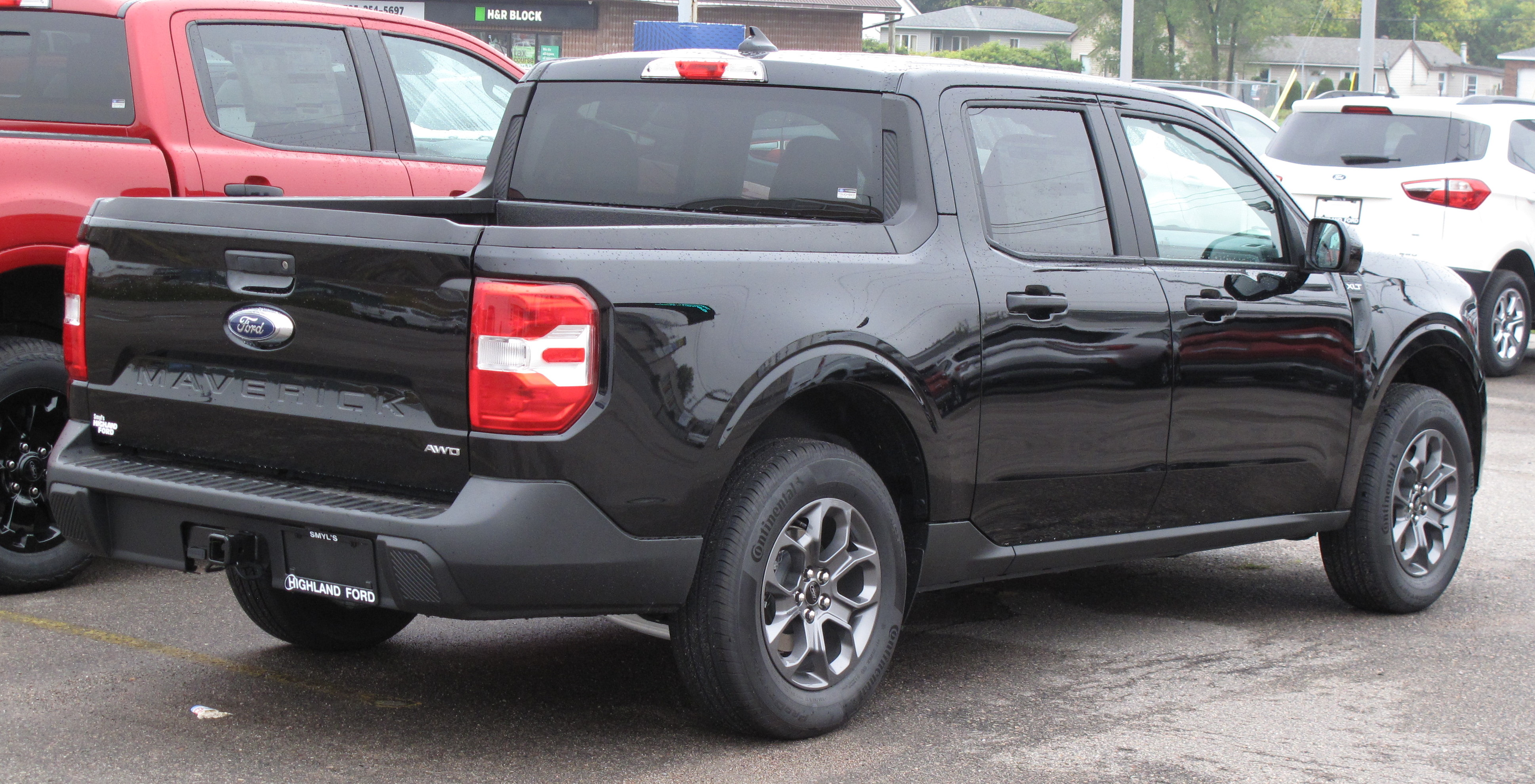
Ford Maverick, achteraanzicht

De Maverick-pick-up is gebaseerd op een platform met voorwielaandrijving dat wordt gedeeld met de Ford Escape en de Bronco Sport. De wagen kan geleverd worden met een conventionele 2,0-liter vier-in-lijn-turbomotor of met een hybride aandrijflijn bestaande uit een 2,5-liter vier-in-lijn-benzinemotor in combinatie met een elektromotor.